# Haploblepharus fuscus
Haploblepharus fuscus és una espècie de peix de la família dels esciliorrínids i de l'ordre dels carcariniformes.

## Morfologia
- Els mascles poden assolir 69 cm de longitud total.[1][2]

## Reproducció
És ovípar.

## Alimentació
Menja llagostes, crancs i peixetes osteïctis.

## Depredadors
A Sud-àfrica és depredat per Triakis megalopterus.

## Hàbitat
És un peix marí de clima subtropical i associat als esculls de corall.

## Distribució geogràfica
Es troba des de l'oest del Cap Agulhas fins al sud de KwaZulu-Natal (Sud-àfrica).